# Anthony Browne (1er vicomte Montagu)
Pour les articles homonymes, voir Browne et Anthony Browne.
Anthony Browne (29 novembre 1528 - 19 octobre 1592) est un pair anglais pendant la période Tudor.

## Biographie
Anthony Browne est l'aîné des six fils de Sir Anthony Browne (mort en 1548) (en) par sa première épouse, Alice Gage (décédée le 31 mars 1540/1), la fille de Sir John Gage de Firle, dans le Sussex.
Browne est élu député de Guildford en 1545 et nommé porte-drapeau conjointement avec son père en 1546. Avant le 16 février 1547, il est nommé écuyer des écuries royales. Il fait partie des quarante chevaliers du bain créés lors du couronnement du roi Édouard VI le 20 février 1547,.
Selon Elzinga, les opinions conservatrices de Browne, et en particulier son soutien à la fille d'Henri VIII, la princesse Mary, contrarient le régime édouardien, mais il est néanmoins réélu pour Guildford en 1547, et à la mort de son père le 28 avril 1548 est autorisé à acheter sa tutelle pour £333 6s 8d, bien qu'il ait été remplacé comme porte-drapeau, car il est trop jeune pour le poste. Il hérite de son père un domaine d'une valeur d'au moins 1 177 £ 12s 2d par an. Lorsqu'il atteint l'âge de la majorité, il est rétabli dans le poste de porte-drapeau et obtient l'autorisation d'entrer en possession de ses terres le 4 mai 1550,.
Il est shérif du Surrey et du Sussex de 1552 à 1553, et réélu député de Petersfield, Hampshire, en mars 1553, bien que l'on ne sache rien de plus sur son rôle à la Chambre des communes. Il semble n'avoir pris aucune part active à la crise de succession qui suit la mort d'Édouard VI, malgré la réception d'une lettre du Conseil privé le 8 juillet 1553 et d'une lettre de Lady Jane Grey elle-même deux jours plus tard.
Après l'accession de la reine Mary au trône en juillet 1553, Browne est nommé à plusieurs postes dans la maison royale. À partir d'octobre 1553, il est le gardien de Guildford Park. En avril 1554, il est nommé maître du cheval de l'époux de la reine Marie, Philippe II d'Espagne, pour lequel il reçoit une rente de 200 £. À partir de juin 1554, il est intendant et gardien de la chasse au palais de Hampton Court. Cependant, au début de septembre 1554, le roi Philip remplace les Anglais de sa maison par des Espagnols, et Browne perd son poste de maitre du cheval. Browne continue également à occuper des fonctions civiques. En avril 1554, il est élu chevalier de la Comté du Surrey et, la même année, juge de paix du Surrey et du Sussex,.
Lors du mariage de la reine Mary avec le roi Philip à Hampton Court le 2 septembre 1554, la seconde épouse de Browne, Magdalen Dacre, fait partie du cortège nuptial et Browne est élevé à la pairie en tant que vicomte Montagu. Il siège à la Chambre des lords le 12 novembre et y aurait assisté régulièrement,.
Du 16 février au 24 août 1555, Montague se rend à Rome en tant que l'un des ambassadeurs anglais envoyés pour traiter avec le pape Jules III pour la restauration du catholicisme en Angleterre. Il est nommé chevalier de la Jarretière le 17 octobre 1555. En 1557, il sert sous les ordres de William Herbert, 1er comte de Pembroke, en tant que lieutenant-général des forces anglaises en Picardie lors du siège de Saint-Quentin. Le 28 avril 1557, il est nommé au Conseil privé. Il est l'un des quinze exécuteurs testamentaires de la reine Mary et l'un des principaux pleureurs lors de ses funérailles,.
Lorsque la reine Élisabeth monte sur le trône en novembre 1558, Montagu est remplacé au Conseil privé et, au Parlement de 1559, se prononce contre les mesures du nouveau régime pour la réforme religieuse, notamment les projets de loi pour l'uniformité de la religion, pour le rétablissement du régime royal de suprématie, et pour la dissolution des maisons religieuses qui avaient été restaurées pendant le règne de la reine Marie (Montagu lui-même a fondé deux chantries, une à Battle Abbey et une à Midhurst). En 1563, il se prononce de nouveau contre un projet de loi impliquant le serment de suprématie. Malgré son opposition aux réformes religieuses du régime, Montagu conserve les faveurs de la reine Élisabeth grâce à sa prudence et sa loyauté. Il est envoyé en missions diplomatiques en Espagne en 1560 et 1565,.
Selon Elzinga, Montagu gagne des revenus dans les années 1560 entre 2000 et 3000 £ par an, et en tant que l'un des pairs les plus riches du Sussex, il est reconduit dans ses fonctions de Lord Lieutenant du Sussex pendant la rébellion du Nord en 1569. Cependant, en novembre, Montagu et son gendre, Henry Wriothesley, 2e comte de Southampton, sont impliqués dans la rébellion. Dans une lettre datée du 1er décembre 1569, l'ambassadeur d'Espagne, Guerau de Spes, écrit au duc d'Albe que Montagu et Southampton « m'avaient demandé conseil pour savoir s'ils devaient prendre les armes ou passer à Votre Excellence ». Selon Akrigg, Montagu et Southampton ont mis le cap sur les Flandres, mais sont repoussés par des vents contraires. Bien qu'ils aient reçu l'ordre de se présenter immédiatement au tribunal pour expliquer leurs actes, selon toute apparence, les choses se sont aplanies et ni Montagu ni son gendre n'ont été punis pour son implication,.
L'année suivante, le gendre de Montagu connait des ennuis plus graves, bien que Montagu lui-même semble s'en être sorti indemne. Après l'excommunication de la reine par le pape Pie V, les catholiques anglais doivent choisir entre loyauté pour la religion et loyauté pour le souverain. Southampton demande conseil à John Lesley, évêque de Ross, lors d'une réunion secrète dans les marais de Lambeth, où ils sont interceptés, et en conséquence, le 18 juin 1570, le Conseil privé ordonne l'arrestation de Southampton et le confine à la maison de Henry Beecher, shérif de Londres. Le 15 juillet, il est placé sous la garde de Sir William More à Loseley, où More a pour instruction d'inciter Southampton à participer aux dévotions protestantes dans la maison. Après cela, Southampton est libéré en novembre
Un an plus tard, en septembre 1571, interrogé sur le Complot de Ridolfi, l'évêque de Ross incrimine Southampton en révélant toute l'histoire de leur rencontre dans le marais de Lambeth. Southampton est arrêté fin octobre et confiné à la Tour pendant 18 mois. Il est finalement libéré le 1er mai 1573 et de nouveau placé sous la garde de Sir William More à Loseley. Le 14 juillet, il est autorisé à vivre avec Montagu à Cowdray, bien que sa liberté soit toujours restreinte, et le 6 octobre 1573, Southampton écrit avec joie à Sir William More de Cowdray House pour annoncer la naissance de son fils, Henry Wriothesley (3e comte de Southampton),.
L'année précédant la mort de Southampton, la relation de Montagu avec son gendre est très tendue. Vers 1577, Southampton, pour des raisons inconnues, interdit à sa femme de revoir jamais un certain Donsame, « une personne ordinaire ». Lorsqu'en 1580, il lui est rapporté qu'elle a été vue à Dogmersfield avec Donsame, il la bannit à jamais de son « conseil et de sa présence », la forçant à vivre dans l'un de ses domaines du Hampshire sous étroite surveillance. La comtesse se défend avec entrain dans une longue lettre à son père le 21 mars 1580, niant l'adultère et accusant l'un des serviteurs du comte, Thomas Dymock, d'avoir été à l'origine de la querelle entre elle et son mari. Une indication de la rupture entre Montagu et Southampton sur le traitement de ce dernier de sa femme peut être trouvée dans une entrée dans le registre du Conseil privé enregistrant qu'un des serviteurs de Southampton a été commis à la Marshalsea le 23 février 1580 'pour certains délits par lui utilisé contre M. Anthony Brown, le fils aîné du Lord Montacute',.
Lorsque la guerre éclate avec l'Espagne en 1585, Montagu est démis de ses fonctions de Lord Lieutenant. Cependant, l'année suivante, il prouve sa loyauté envers la reine comme l'un des pairs qui jugent Marie Stuart, et en 1588, il aide à la défense contre l'Armada espagnole, à la tête d'une troupe de cavaliers avec son fils et son petit-fils. En août 1591, la reine honore Montagu en passant six jours à Cowdray House. Il la divertit généreusement et, en récompense, elle confère des titres de chevalier au deuxième fils de Montagu, George Browne, et au gendre de Montagu, Robert Dormer (1er baron Dormer) (en),,,.
En 1590, Montagu et sa fille Mary négocient avec Lord Burghley pour un mariage entre le fils de Mary, Henry Wriothesley (3e comte de Southampton), et la petite-fille aînée de Lord Burghley, Elizabeth Vere, fille de la fille de Burghley, Anne Cecil, et Edward de Vere, 17e comte d'Oxford. Cependant, le mariage n'est pas du goût de Southampton, et dans une lettre écrite en novembre 1594, environ six semaines après que Southampton a 21 ans, le jésuite Henry Garnet rapporte la rumeur selon laquelle "le jeune comte de Southampton refusant le Lady Veere paie 5000 £ de cadeau',.

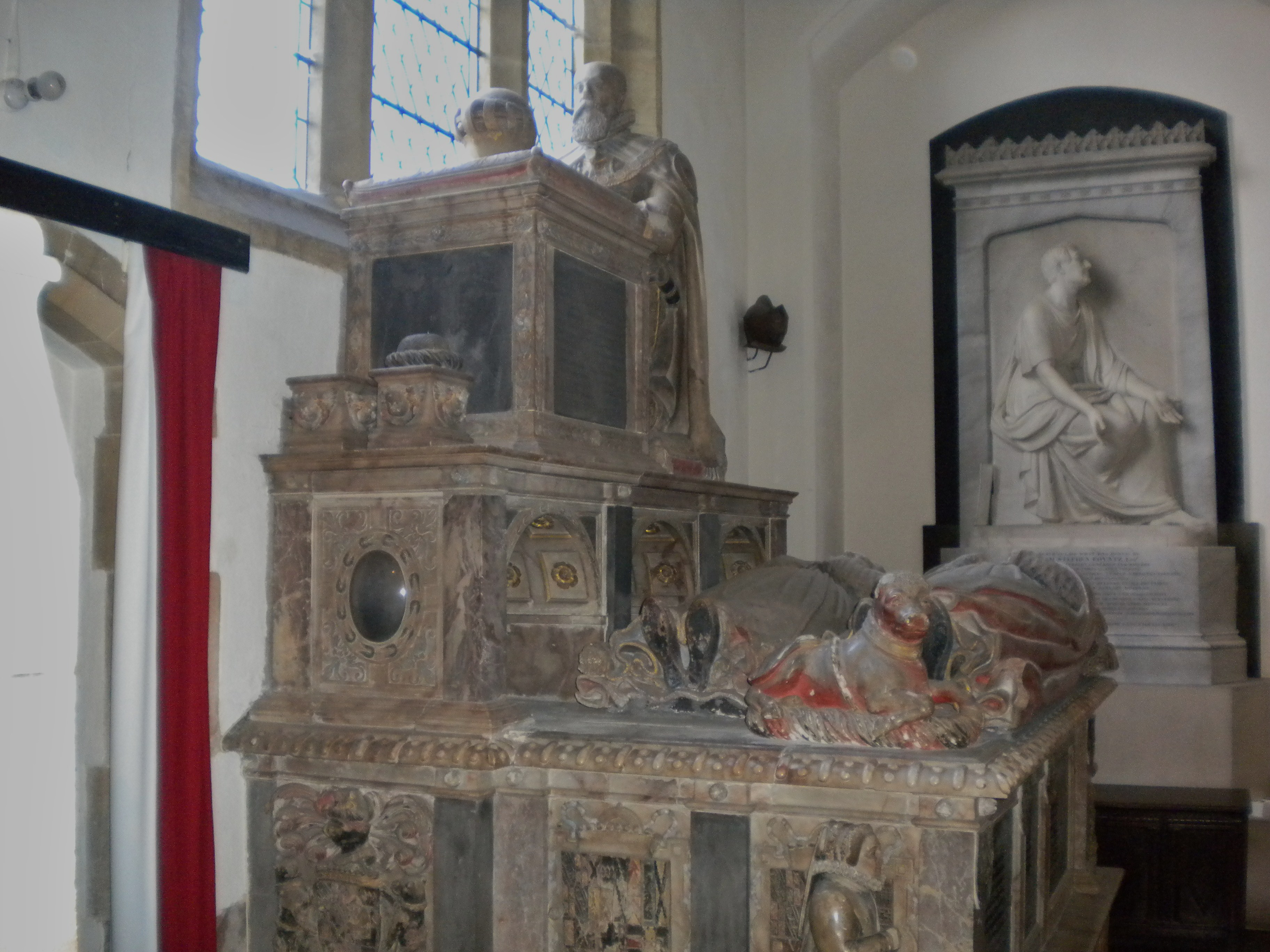
Le monument de Montagu dans l'église paroissiale St Mary, Easebourne, Sussex

Montagu meurt dans son manoir de West Horsley, dans le Surrey, le 19 octobre 1592 d'une maladie persistante, et est enterré à Midhurst dans le Sussex le 6 décembre. Sa tombe de marbre et d'albâtre, surmontée d'une effigie agenouillée de lui-même et des effigies gisant de ses deux femmes, ressemble tellement au monument de Southampton à Titchfield qu'elle est, selon Elzinga, « un témoignage de la proximité entre Montagu et Southampton ».
En 1851, le monument de Montagu est déplacé de Midhurst à l'église paroissiale St Mary, Easebourne, Sussex.

## Famille

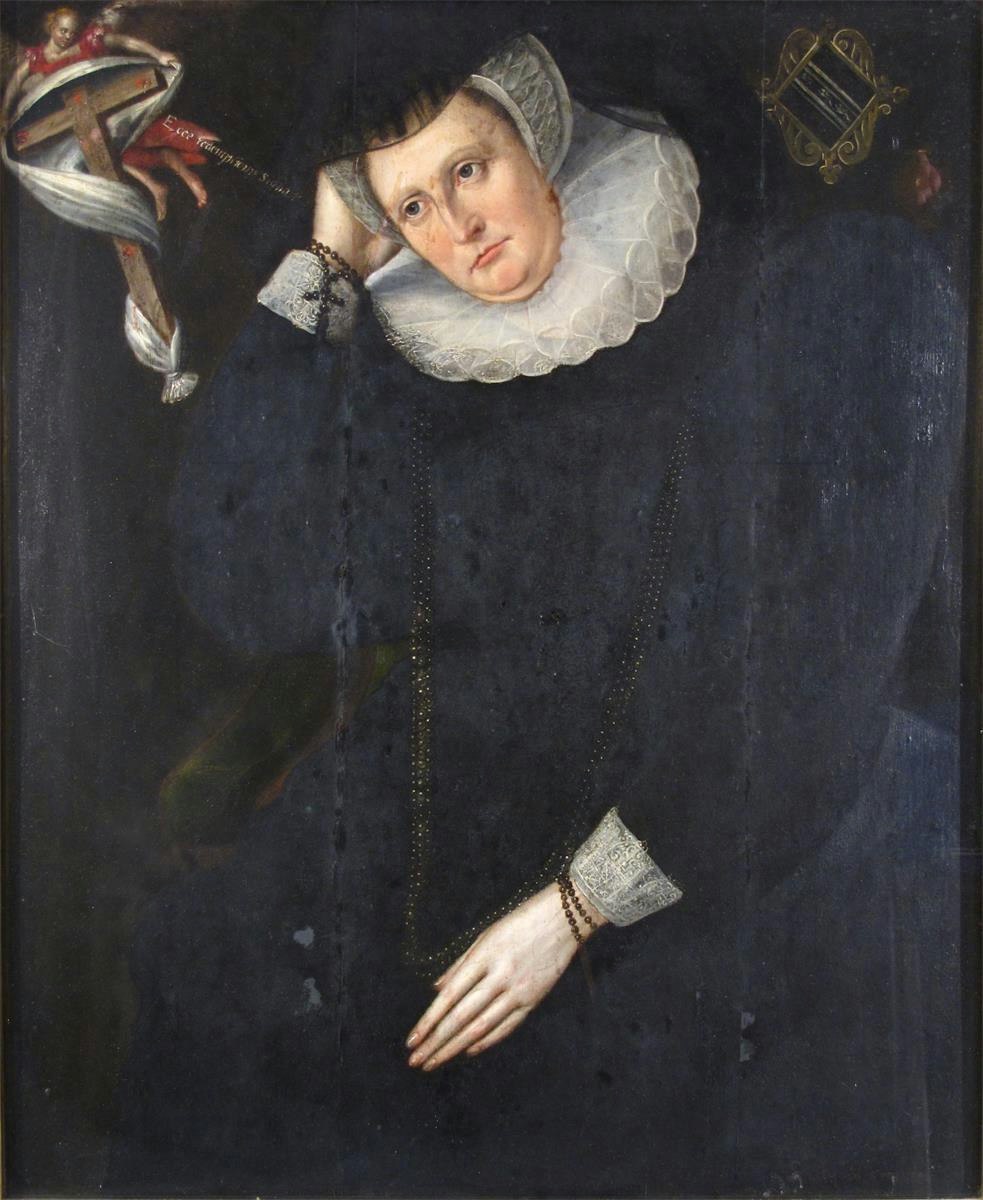
Mary Dormer/Browne ou Elizabeth Dormer/Browne en tant que veuves, v. 1592 ou c. 1616, huile sur panneau, (35 x 29 pouces).

Anthony Browne épouse Jane Radcliffe, fille de Robert Radcliffe (1er comte de Sussex), dont il a des enfants jumeaux, un fils et une fille,, :
- Anthony Browne (1552-1592) (en) (22 juillet 1552 - 29 juin 1592), qui épouse Mary Dormer, la fille de Sir William Dormer (en). Anthony Browne est décédé avant son père de quatre mois, donc n'est jamais devenu vicomte, le titre passe à la place à son fils, Anthony-Maria Browne (en).
- Mary Browne, qui épouse Henry Wriothesley (2e comte de Southampton) (en) et se remarie à Thomas Heneage, et enfin à William Hervey (1er baron Hervey) (en).

Après la mort de Jane en couches le 22 juillet 1552 après avoir donné naissance à des jumeaux, Montagu épouse, avant le 10 décembre 1558, Magdalen Dacre (d. 8 avril 1608), fille de William Dacre (3e baron Dacre) de Gilsland, et d'Elizabeth Talbot, fille de George Talbot (4e comte de Shrewsbury), par qui il a trois fils et trois filles, :
- George Browne (d. avril 1615) épouse Elizabeth Lawe, dont il a des descendants.
- Henry Browne, qui épousé Anne Catesby, et se remarie à Elizabeth Hungate.
- Thomas Browne.
- Elizabeth Browne (d.1631), qui épouse Robert Dormer, 1er baron Dormer, le fils de Sir William Dormer et de sa seconde épouse, Dorothy Catesby (d.1613).
- Mabel Browne, qui épouse Sir Henry Capel.
- Jane Browne, qui épouse Sir Francis Lacon.